# Coccoloba sintenisii
Coccoloba sintenisii là một loài thực vật có hoa trong họ Rau răm. Loài này được Urb. ex Lindau mô tả khoa học đầu tiên năm 1890.